# Schloss Finsterwalde

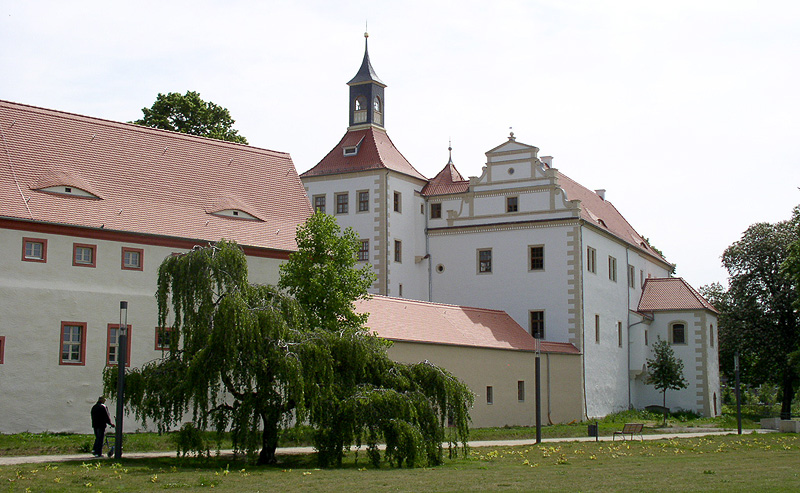
Schloss Finsterwalde, Ansicht von Nordwesten

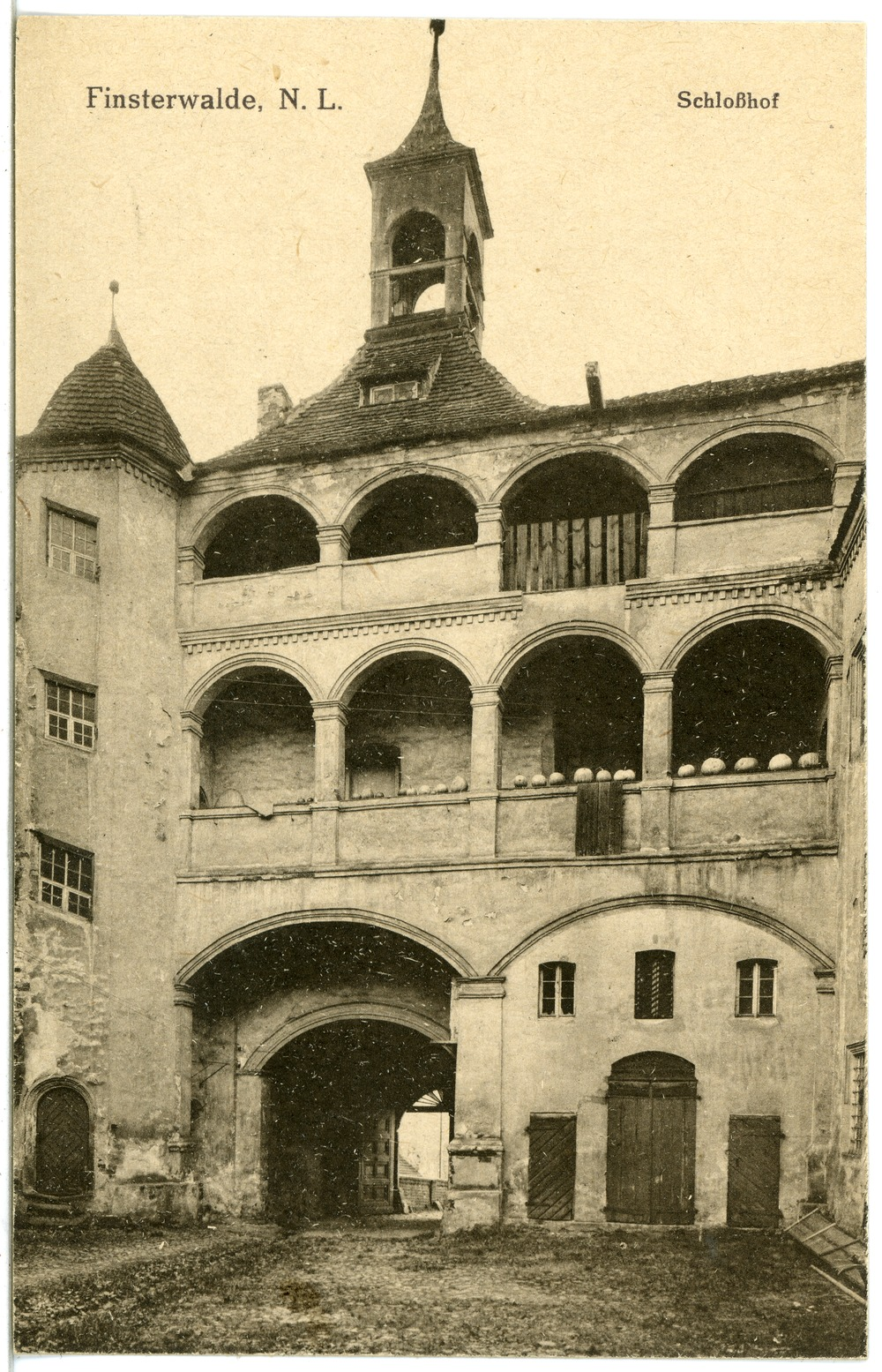
Schlosshof (1917)

Das Finsterwalder Schloss ist eine Renaissance-Anlage in der brandenburgischen Stadt Finsterwalde.
Das Schlossgebäude gliedert sich in zwei Teile, das Vorder- und das Hinterschloss, mit je einem sehenswerten Innenhof. Das Hinterschloss weist als Vierflügelbau mit einheitlicher Höhe und mit seinen an allen Fassaden vorhandenen, profilierten Sandsteingewänden ein relativ homogenes, im Wesentlichen renaissancezeitliches Erscheinungsbild auf. Das Vorderschloss hingegen setzt sich aus mehreren verschieden hohen Gebäuden zusammen, die auf unterschiedliche Epochen von der Renaissance bis zum frühen 20. Jahrhundert zurückgehen. Der Übergang vom Vorder- zum Hinterschloss führt über eine Brücke und durch den Schlossturm hindurch, welcher von einem Pyramidendach mit Laterne bekrönt wird. In den Mauern des Hinterschlosses ist zum Teil noch Bausubstanz des Vorgängerbaus, einer mittelalterlichen Burganlage, erhalten. Einige Innenräume ziert ein Kreuz- beziehungsweise Sterngewölbe.

## Geschichte
Als erster urkundlich nachweisbarer Schloss- bzw. Burgherr taucht in einem Dokument aus dem Jahr 1282 ein „Dominus Heinemanus de Vynsterwalde“ auf. Im 14. und frühen 15. Jahrhundert soll die Burg Sitz eines Raubritters namens von Gorenzen gewesen sein, der von hier aus die Reisenden auf den Handelswegen der Umgebung überfiel.
Im Zeitraum von der ersten Hälfte des 15. Jahrhunderts bis zum Jahr 1625 war die Herrschaft aufeinanderfolgend im Besitz der Familien von Maltitz, von Minckwitz und von Dieskau. Die umfangreichen Umbauten und Erweiterungen, die in dieser Zeit stattgefunden haben, sind noch heute prägend für die Gestalt insbesondere des Hinterschlosses, aber auch für Teile des Vorderschlosses. Besonders dem baufreudigen Adelsgeschlecht von Dieskau, welche das Schloss 1533 in Besitz nahmen, wird die Vollendung des Bauwerks zugeschrieben, wie es zum größten Teil bis in unsere heutige Zeit erhalten geblieben ist.
Im 19. Jahrhundert war das Vorderschloss Standort von zwei Tuchfabriken, während das Hinterschloss den Fabrikantenfamilien als Wohnhaus diente. Seit dem Jahr 1885 ist zunächst das Vorderschloss Sitz der Finsterwalder Stadtverwaltung. Im Jahr 1919 wurde auch das Hinterschloss von der Stadt erworben. 1925 wurde anstelle einer der Tuchfabriken im Bereich des Vorderschlosses ein neues Feuerwehrhaus errichtet, das heute als  Feuerwehrmuseum dient.
Während der Öffnungszeiten der Stadtverwaltung ist es möglich, die Innenräume sowie die Hofanlagen zu besichtigen. Letztere sind auch in den Tagesstunden des Wochenendes zugänglich und laden ebenso wie der Schlosspark zu Spaziergängen ein.